# Phtheochroa chriodes
Phtheochroa chriodes es una especie de polilla de la familia Tortricidae. 

## Distribución
Se encuentra en Sinaloa, México.